# 太陽家具百貨店
株式会社太陽家具百貨店（たいようかぐひゃっかてん、Taiyokagu Hyakkaten Co.,Ltd.）は、山口県宇部市に本店を置く家具販売業者。山口県内に郊外型大型家具店舗は「Life Stage TAIYO」（ライフ・ステージ・タイヨー）、中型店は「太陽家具」の名称で店舗を展開している。
コンセプトは「いい家具、暮らしのパートナー」。

## 概要
社名に「百貨店」と名付けられているが、業態としてはあくまでも家具・インテリアの専門店である。郊外型店舗は自社での建設の他、他社撤退後の大型物件への居抜き出店もある（北九州市八幡西区、本城井筒屋の撤退跡など）。
地元では家具店発祥のホームセンターであるナフコとの競合も多く、本店である「Life Stage TAIYO宇部店」の向かいにも「ナフコTWO ONE STYLE宇部店」がある。
かつては「AMBIENCE」（アンビエンス）の店名でイオンモール熊本・イオンモール北戸田・アリオ亀有など、地元以外での大規模ショッピングセンター内でのテナント出店を増やしていた時期もあったが、現在この業態は全て撤退している。
さらに近年は関東・関西や九州北部、岡山県、広島県など遠隔地の店舗を全て撤退し、本拠地である山口県に店舗網を集約している。
また、アーバンコーポレイション系のISP事業「アーバンインターネット」（現在はエネルギア・コミュニケーションズに統合）の山口県総代理店を行っていたこともある。

## 沿革
- 1947年（昭和22年）4月1日 - 山口県宇部市で太陽家具製作所（たいようかぐせいさくじょ）として創業。
- 1954年（昭和29年）12月 - 社名を太陽家具百貨店に改称。
- 1963年（昭和38年）7月 - 株式会社化。
- 1972年（昭和47年）12月 - 九州地方第一号店となる小倉店が北九州市小倉北区に開店。
- 1992年（平成4年）10月 - 宇部流通センター完成。
- 1994年（平成6年）8月 - 本社・宇部本店を山口県宇部市藤曲に移転。
- 2004年（平成16年）11月 - 関東地方第1号店となるAMBIENCE KITATODAが埼玉県に開店。
- 2006年（平成18年）1月 - 近畿地方第1号店となるライフステージ太陽 神戸店が開店。
- 2006年（平成18年）3月 - 東京都にAMBIENCE 亀有オープン
- 2007年（平成19年）12月 - 大阪府にAMBIENCE りんくうシークル店オープン
- 2011年（平成23年）10月 - 広島県広島市南区に ライフステージ太陽　広島店オープン
- 2015年（平成27年）10月 - 山口県宇部市中央町の宇部本店跡に川崎美術館をオープン
- 2016年（平成28年）8月 - 山口店を新店舗に移転オープン（EDION山口店 2F）